# Fred Friday
Imoh Fred Friday (Port Harcourt, 18 mei 1995) is een Nigeriaans profvoetballer die als aanvaller speelt.

## Loopbaan
Friday werd als speler van Lillestrøm SK eind 2014 geselecteerd voor het Nigeriaans olympisch voetbalelftal, maar debuteerde daarin niet. Hij tekende in juli 2016 een contract tot medio 2020 bij AZ, dat hem voor een niet bekendgemaakt bedrag overnam van Lillestrøm SK. Na een goed begin, kwam hij in zijn tweede seizoen op de bank te zitten. In januari 2018 werd hij voor een half jaar verhuurd aan Sparta Rotterdam. Via de nacompetitie degradeerde het team. Friday keerde terug bij AZ, waar hij niet tot spelen kwam. In januari 2019 werd hij verhuurd aan FC Twente. Met de club werd hij kampioen van de Eerste divisie. Hierna keerde hij opnieuw terug bij AZ, waar hij opnieuw niet tot spelen kwam, en AZ het contract in januari 2020 ontbond. Begin 2021 vervolgde hij zijn loopbaan bij Strømsgodset.

## Clubstatistieken

### Beloftenteams
| Seizoen | Club    | Competitie     | Comp. | Comp. | Overig | Overig | Totaal | Totaal |
| Seizoen | Club    | Competitie     | Wed.  | Dlp.  | Wed.   | Dlp.   | Wed.   | Dlp.   |
| ------- | ------- | -------------- | ----- | ----- | ------ | ------ | ------ | ------ |
| 2016/17 | Jong AZ | Tweede divisie | 3     | 4     | –      | –      | 3      | 4      |
| 2017/18 | Jong AZ | Eerste divisie | 7     | 7     | –      | –      | 7      | 7      |
| Totaal  | Totaal  | Totaal         | 10    | 11    | 0      | 0      | 10     | 11     |

Bijgewerkt op 9 februari 2019

### Eerste elftal
| Seizoen | Club               | Competitie     | Comp. | Comp. | Beker | Beker | Int. | Int. | Overig | Overig | Totaal | Totaal |
| Seizoen | Club               | Competitie     | Wed.  | Dlp.  | Wed.  | Dlp.  | Wed. | Dlp. | Wed.   | Dlp.   | Wed.   | Dlp.   |
| ------- | ------------------ | -------------- | ----- | ----- | ----- | ----- | ---- | ---- | ------ | ------ | ------ | ------ |
| 2013    | Lillestrøm SK      | Tippeligaen    | 3     | 0     | 0     | 0     | –    | –    | –      | –      | 3      | 0      |
| 2014    | Lillestrøm SK      | Tippeligaen    | 16    | 3     | 3     | 0     | –    | –    | –      | –      | 19     | 3      |
| 2015    | Lillestrøm SK      | Tippeligaen    | 26    | 11    | 3     | 6     | –    | –    | –      | –      | 29     | 17     |
| 2016    | Lillestrøm SK      | Tippeligaen    | 14    | 8     | 0     | 0     | –    | –    | –      | –      | 14     | 8      |
| 2016/17 | AZ                 | Eredivisie     | 22    | 5     | 4     | 1     | 10   | 1    | 1      | 0      | 37     | 7      |
| 2017/18 | AZ                 | Eredivisie     | 5     | 2     | 0     | 0     | –    | –    | –      | –      | 5      | 2      |
| 2017/18 | → Sparta Rotterdam | Eredivisie     | 14    | 4     | 0     | 0     | –    | –    | 4      | 0      | 18     | 4      |
| 2018/19 | AZ                 | Eredivisie     | 0     | 0     | 0     | 0     | 2    | 0    | –      | –      | 2      | 0      |
| 2018/19 | → FC Twente        | Eerste divisie | 11    | 0     | 0     | 0     | –    | –    | 0      | 0      | 11     | 0      |
| 2021    | Stromgodset IF     | Eliteserien    | 13    | 5     | 0     | 0     | 0    | 0    | 0      | 0      | 13     | 5      |
| Totaal  | Totaal             | Totaal         | 124   | 38    | 10    | 7     | 12   | 1    | 5      | 0      | 151    | 46     |